# Рудківка
Ру́дківка — село в Україні, в Житомирському районі Житомирської області. Населення становить 108 осіб.

## Історія
Колишня назва Хутір Рудківського. У 1906 році хутір Троянівської волості Житомирського повіту Волинської губернії. Відстань від повітового міста 21 верста, від волості 28. Дворів 32, мешканців 219.